# St. Anna (Lutzenberg)

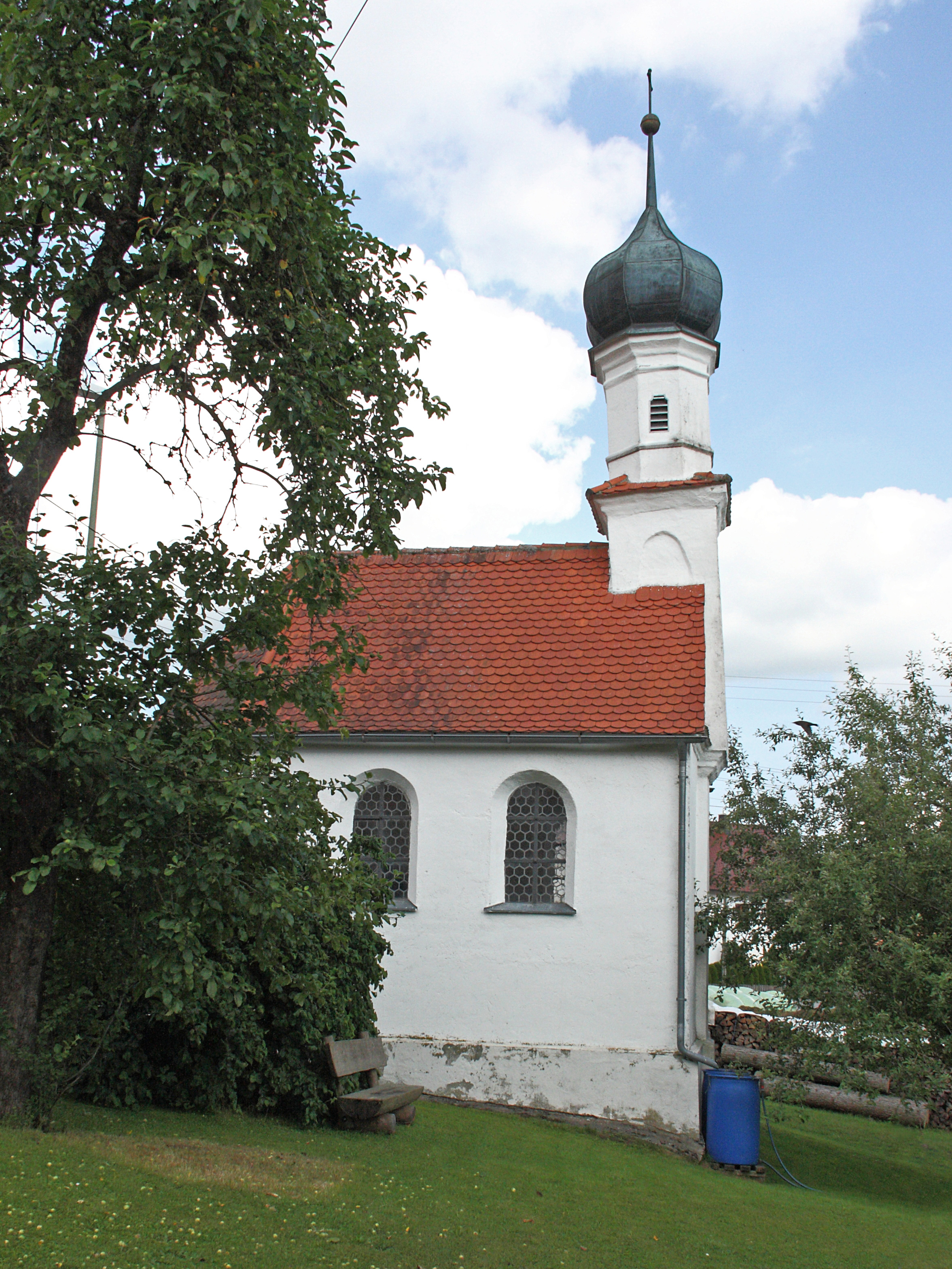
Kapelle St. Anna in Lutzenberg

St. Anna ist eine römisch-katholische Kapelle im oberschwäbischen Lutzenberg, einem Teilort von Eppishausen im Landkreis Unterallgäu in Bayern. Die 1712 mitten im Ort erbaute Kapelle erhielt 1722 die Messlizenz.

## Baubeschreibung
Sie besteht aus einem Saal zu zwei Achsen mit Rundbogenfenstern und einer Spiegeldecke mit profilgesäumter Voute. Eine Korbbogentür mit einer Stichbogennische im Inneren befindet sich unter dem westlichen Fenster an der Südseite. Der Chorbogen mit einem profilierten Kämpfer und einem korbbogigen Schluss springt leicht in das Langhaus ein. Der dreiseitige Chor besitzt in den Schrägen Rundbogenfenster. Das Gewölbe ist in drei Stichkappen gegliedert. Außen hat die Kapelle ein profiliertes Traufgesims und im Chorscheitel eine Rundbogennische mit einer neuen Figur. Die Türe ist außen gefasst, in der Mitte der Westseite bildet eine schmale Vorlage den Turmunterbau. Das quadratische Untergeschoss des Dachreiters kragt dem von Profilen gerahmten Westgiebel vor und hat eine eingezogene, rundbogige Blende an den Seiten. Im Westen befindet sich darunter eine Rechteckblende. Das Karniesgesims ist als Abschluss kräftig herausgearbeitet. Das Obergeschoss ist ein Oktogon mit Rechtecköffnungen, deren obere Ecken konkav ausgeschnitten sind. Die Hauptseiten haben kräftig profilierte Gesimse. Der Turmreiter wird von einer Zwiebelhaube bekrönt.

## Ausstattung
Der Stuck stammt aus der Zeit um 1720 bis 1730 und besteht aus Bandelwerkdekor in den Kappen und Zwickeln der Chorwölbung, der Chorlaibung und den vier Ecken der Decke des Langhauses. In der Mitte der Langhausdecke befindet sich ein geschweifter Profilrahmen, in dem ein neubarockes Gemälde der Heiligen Familie zu sehen ist. Über dem Chorbogen ist eine Kartusche mit dem Auge Gottes angebracht. Der Altar stammt aus dem Ende des 19. Jahrhunderts, ist neubarock gestaltet und besitzt eine viersäulige Ädikula. Das Altarbild zeigt die heilige Anna mit dem Marienkind und ist mit A. Merkle 1888 bezeichnet. Das Gestühl ist aus Nadelholz gearbeitet und besitzt geschweifte Brettwangen. Es stammt aus dem 18. bis 19. Jahrhundert. Die gefassten Holzfiguren zeigen einen heiligen Sebastian aus dem 18. Jahrhundert, eine Muttergottes aus der Mitte des 18. Jahrhunderts sowie einen heiligen Leonhard aus derselben Zeit. Das Gemälde stammt aus der zweiten Hälfte des 18. Jahrhunderts und ist geschweift. Es zeigt den heiligen Franz von Paula und besitzt die Inschrift DEUS CHARITAS EST. Ein Schrank aus der Zeit um 1800 mit Rosette und einem flachen Schweifgiebel besitzt an den Türen neuere Rocaillemalerei.